# Umbráth László
Umbráth László (Budapest, 1984. november 8.) magyar színész, szinkronszínész.

## Rövid életrajz
A Budapest XVI. kerületi Kölcsey Ferenc Általános Iskola zene tagozatának, majd a Sashalmi Tanoda Általános Iskola tanulója volt. Már általános iskolás évei alatt számos szavalóversenyt nyert, illetve tagja volt a helyi kórusnak is.
A gödöllői Török Ignác Gimnáziumban érettségizett 2003-ban, majd felvételt nyert a Gór Nagy Mária Színitanodába, 2007-ben pedig elvégezte a Shakespeare Színművészeti Akadémiát.

## Szakmai életrajz
Színészi pályája 2006-ban kezdődött az 56 csepp vér című rockmusicalben Levender ávós kiskatona szerepével. 2010-ben a Juan című filmben tűnt fel Kasper Holten rendezésében. 2012-ben debütált a Pesti Magyar Színházban, Roman Polański–Jim Steinman–Michael Kunze: Vámpírok bálja című musicaljében, Koukol szerepében. Ettől az évtől tagja a PS Produkciónak. 2017-től a Pesti Művész Színház tagja. 2019-ben kapott először szerepet az Éless Béla-társulatában, az Éless-Színben, a Jó házból való úrilány jelentkezését várom! című darabban. 2021-től a Rátonyi Róbert Színház produkcióiban is láthatjuk. 2022-ben egy sikeres casting után a Moravetz Produkció által rendezett előadásban volt látható.
A Jóban Rosszban című sorozatban Tenkesi Bálintot játszotta, a Barátok köztben pedig Sípos „Satöbbi” Tibort.
2007. óta szinkronizál a budapesti stúdiókban.

## Színházi szerepei
- 2005 Richard O'Brien–Jim Sharman: Rocky Horror Picture Show – Riff-Raff
- 2005 Arthur Miller: Szálemi boszorkányok – Hale tiszteletes
- 2006 Horváth Péter: 56 csepp vér – Levender
- 2006 John Kander–Fred Ebb: Chicago – Amos Hart
- 2007 Szabó Magda: Álarcosbál – Orvos
- 2009 Dés László: Valahol Európában – Hosszú
- 2010 Dés László: Dzsungel könyve – Baloo
- 2014 Georges Feydeau: A hülyéje – Jean / Gerome
- 2014 Roman Polański–Jim Steinman–Michael Kunze: Vámpírok Bálja – Koukol
- 2017 Kálmán Imre–Leo Stein: Csárdáskirálynő – Tasziló gróf
- 2017 Queen–Ben Elton: We Will Rock You – Rendőr
- 2018 Astrid Lindgren: Harisnyás Pippi – Aron / Rulle
- 2019 Lehár Ferenc: Luxemburg grófja – Anyakönyvvezető
- 2020 Vaszary János: Jó házból való úrilány jelentkezését várom! – Feri
- 2020 Márai Sándor–Éless Béla: Kassai polárok – Leonárdus
- 2020 Dr. Seuss: A Grincs, aki ellopta a karácsonyt – Grincs
- 2021 Huszka Jenő: Mária főhadnagy – Dudás
- 2021 Lehár Ferenc: Cigányszerelem – "Rómeó"
- 2022 William Shakespeare: Rómeó és Júlia – Mercurtio
- 2022 Moravetz Levente: Örök a szerelem – Fiú
- 2022 Zerkovitz Béla: Csókos asszony – Salvatore
- 2023 Szirtes Gábor: Elvesztett szerelem – Doktor
- 2023 Harsányi Gábor: Egy bolond hármat csinál?! – Csing-Csang, kínai bérgyilkos
- 2024 Harsányi Gábor: Édes alkony – Besurranó
- 2024 Sebestyén Áron–Egressy Zoltán–Müller Péter Sziámi–Radó Denise: Nikola TESLA - Végtelen energia – Grover Cleveland / Diák
- 2024 Harsányi Gábor: Bazi nagy magyar lagzi – Áron

## Filmjei
- Sorstalanság (2005)
- Árpád népe (2006)
- 56 csepp vér (2007)
- Juan (2010)
- Kolorádó Kid (2010)
- La Rafle (2010)
- Jóban Rosszban (2010-2018)
- Barátok közt (2013)
- A kém (2015)
- Tóth János (2018)
- Mintaapák (2021)